# Albrecht Christian Schmidt
Albrecht Wilhelm Ernst Christian Schmidt (* 19. Juli 1829 in Laasphe; † 27. Dezember 1911 in Berlin) war ein deutscher Jurist, evangelischer Theologe und Konsistorialpräsident in der Evangelischen Kirche Berlin-Brandenburg.

## Leben
Albrecht Christian Schmidt war der Sohn des Hofpredigers Friedrich Philipp Schmidt (1797–1885) und dessen Ehefrau Karolina Rosina Neuschäfer (1801–1868). Nach dem Studium der Rechtswissenschaften an der Rheinischen Friedrich-Wilhelms-Universität Bonn, das er mit der Promotion zum Dr. jur. abschloss, wurde er 1852 Referendar beim Appellationsgericht Arnsberg. Nach der zweiten juristischen Staatsprüfung erhielt er eine Anstellung als Regierungsassessor bei der Bezirksregierung Potsdam.
1863 wechselte er in die Verwaltung der evangelischen Kirche und wurde dort 1873 zum Oberkonsistorialrat im Konsistorium Kassel ernannt. 1877 kam er nach Brandenburg zurück und kam als Mitglied und stellvertretender Präsident in den evangelischen Oberkirchenrat, die oberste Verwaltungsbehörde der evangelischen Landeskirche Preußens mit Sitz in Berlin. 1891 wurde er Präsident des Konsistoriums der Provinz Brandenburg mit Sitz in Berlin. 1904 wurde er als Geheimer Konsistorialrat in den Ruhestand verabschiedet.

## Familie
Schmidt heiratete am 20. August 1857 in Potsdam Emilie Schneider (1835–1913), mit der er die Töchter Karoline (* 1858, ⚭ 1884 Rudolf Busse, Geheimer Studienrat) und Agnes (* 1865, ⚭ Otto Müller, Oberkonsistorialrat in Kiel) sowie den Sohn Friedrich (1860–1956, preußischer Staatsminister) hatte. 

## Auszeichnungen
- 1894 Dr. theol. h. c.
- 1909 Preußischer Kronenorden I. Klasse